# Samuel Adams
Vous lisez un « bon article » labellisé en 2007.
Pour les articles homonymes, voir Samuel Adams (homonymie) et Adams.
Samuel Adams, né le 27 septembre 1722 à Boston et mort le 2 octobre 1803 dans la même ville, est un homme politique, écrivain et philosophe américain.
Considéré comme un patriote et l’un des Pères fondateurs des États-Unis, il mène la fronde anti-britannique avant et pendant la révolution américaine. Ses talents d’orateur et d’écrivain lui permettent de s’imposer dans les assemblées et les réunions ; il rédige des pétitions et des résolutions qui font avancer le processus révolutionnaire et l’organisation politique du pays.
Samuel Adams signe la Déclaration d'indépendance des États-Unis et collabore à la rédaction de la constitution du Massachusetts et des Articles de la Confédération. De 1793 à 1797, il termine sa carrière comme gouverneur du Massachusetts.
Il est considéré comme l’un des principaux architectes du républicanisme et fut l’une des grandes figures politiques du Massachusetts et des États-Unis au XVIIIe siècle.

## Biographie

### Origines familiales et jeunesse
Samuel Adams nait le dimanche 27 septembre 1722 à Boston. Sa date de naissance varie selon les sources : pour certaines, il est né le 16 septembre 1722, pour d’autres le 27 septembre 1722. Cet écart de onze jours s’explique par la différence entre le calendrier julien et le calendrier grégorien, dont l’application en Angleterre et dans les colonies britanniques fut tardive (milieu du XVIIIe siècle).
Ses parents, Samuel Adams Sr. et Mary Fifield, ont de nombreux enfants, mais Samuel est le deuxième qui réussit à dépasser l’âge de trois ans, la mortalité infantile étant en effet très élevée à l’époque moderne. Son père officie comme diacre et est un notable influent. Il est étroitement lié à la Old South Congregation Church de Boston, qu’il aida d’ailleurs à construire en 1715. Mary Fifield, fille d’un homme d’affaires nommé Richard Fifield, était très pieuse et éleva Samuel dans la tradition puritaine. Samuel Adams est baptisé à l'Old South Church de Boston, et c'est depuis la tour de la Old South Meeting House de cette congrégation qu'il lancera ses appels à la résistance, peu avant le début de la Boston Tea Party.
Le père de Samuel Adams exerçait une grande influence sur la vie de Boston, une cité portuaire de la colonie du Massachusetts, et siégeait au Board of selectmen, l’assemblée coloniale. Il s’engagea également dans plusieurs organisations à vocation politique et critiqua la politique impérialiste menée par la Grande-Bretagne dans les Treize colonies.

### Formation

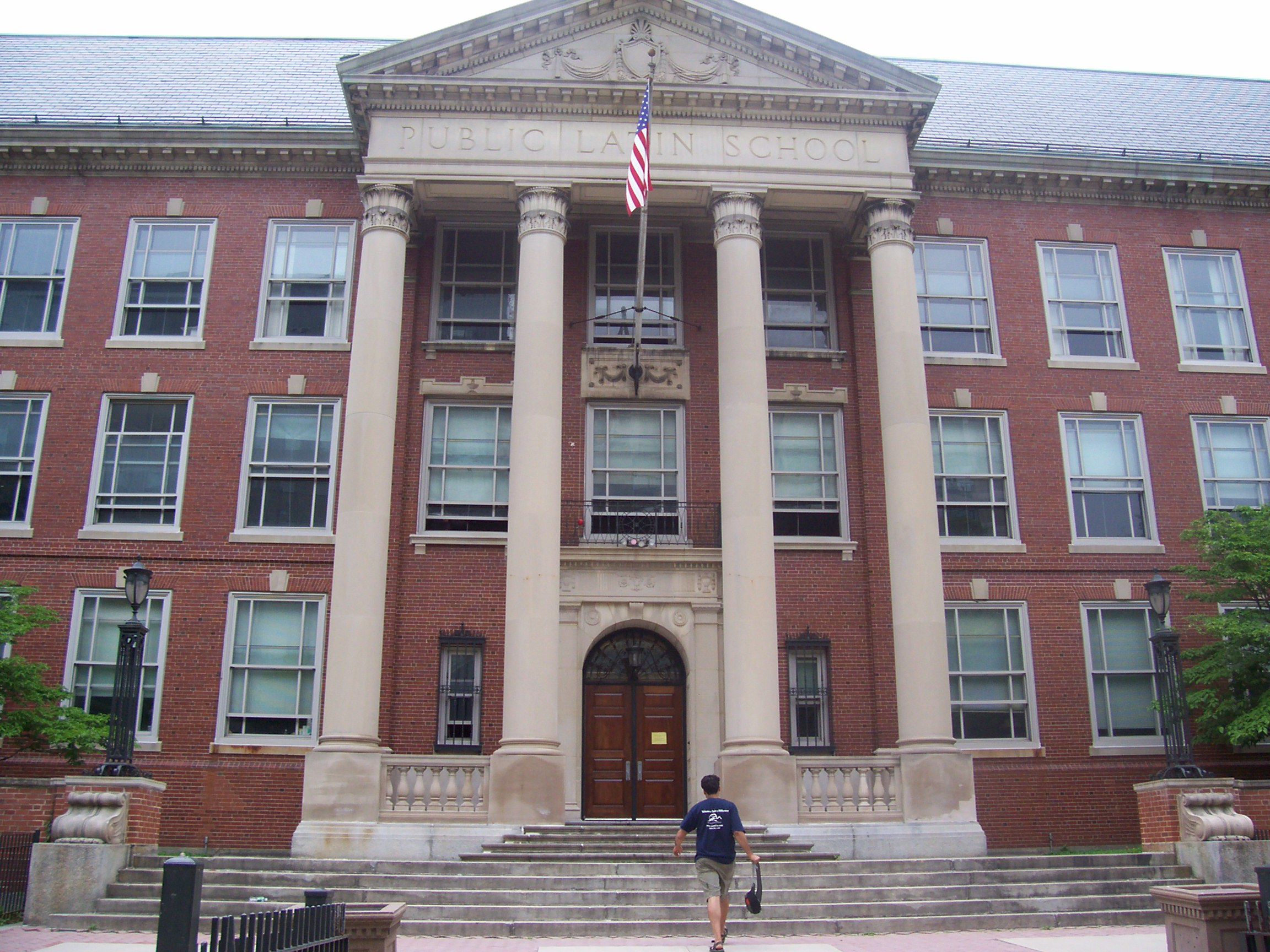
La Boston Latin School, de nos jours.

Samuel Adams fait ses études à la prestigieuse Boston Latin School, d'où il se distingue par son goût pour la littérature antique grecque et latine, dont les influences apparaitront dans ses futurs écrits. Grâce à l’éducation religieuse qu’il reçoit, Samuel Adams est attentif à l’impact des offices religieux et des sermons sur les paroissiens. Il se rend compte du pouvoir que les discours peuvent avoir et veut d’abord devenir prêtre.
En 1736, il entre à l'université Harvard, à l’âge de quatorze ans, afin de suivre des études de théologie. C’est dans ce collège que Samuel Adams commence à s’intéresser aux théories politiques. Il continue son cursus dans l’enseignement supérieur après avoir reçu son diplôme Baccalauréat ès arts en 1740. Il développe alors ses idées sur les droits des colons et sur le contrôle britannique sur les Treize colonies. Comme bien d’autres Pères fondateurs des États-Unis, il est influencé par les œuvres de John Locke, en particulier par son Traité du gouvernement civil (Two Treatises of Government), dans lesquels le philosophe anglais justifie la révolution anglaise de 1688. Selon les écrits de John Locke, tous les hommes naissent égaux avec des droits naturels : « la vie, la liberté, l’égalité et la propriété ». Les gouvernements doivent protéger ces droits pour le bien commun et sont liés au peuple par un contrat.
Après avoir obtenu sa maîtrise en arts, sa mère souhaite qu’il s’investisse dans la vie de son église. Il tombe alors amoureux d’Elizabeth Checkley, la fille du révérend de sa paroisse. Le père de Samuel Adams souhaite qu’il poursuive des études de droit, et s’arrange pour qu’il travaille dans le bureau des comptables de Thomas Cushing, mais ce dernier le renvoie, parce qu’il était manifestement plus intéressé par la politique que par les affaires. Samuel reçoit 1 000 livres de son père afin qu’il fonde sa propre affaire, mais celui-ci prête la moitié de cette somme à un ami en difficulté et ne sera jamais remboursé. Il dilapide l’autre moitié et travaille dans la brasserie familiale sur Purchase Street, à Boston. En 1746, Samuel est employé au marché de Boston et travaille au service de deux futurs membres de la Chambre des Représentants du Massachusetts.
Contrairement[réf. nécessaire] à ce que prétendent certaines sources, Samuel Adams ne fut pas membre de la franc-maçonnerie. En septembre 1924, le maître-maçon, Frederick W. Hamilton, Grand Secrétaire des instances maçonniques du Massachusetts, démontra que Samuel Adams ne fut jamais initié franc-maçon[réf. nécessaire].

### Premiers écrits politiques
En janvier 1748, Samuel Adams lance avec quelques amis un hebdomadaire d’opinion, The Public Advertiser. Cette publication contient essentiellement des éditoriaux et des commentaires politiques de tendance whig, favorables à la liberté dans les treize colonies. Samuel Adams y critique le parlement anglais, qui ne respecte pas selon lui les droits des colons américains. Il pense que la Charte du Massachusetts (1691) octroyait davantage de droits qu’en avaient les sujets du roi en Angleterre. Il se fonde sur ce texte pour exiger la démission du gouverneur royal de l’époque, William Shirley, qui outrepasse ses pouvoirs et limite ceux de l’assemblée coloniale. Il est par ailleurs convaincu que si la Nouvelle-Angleterre abandonne ses valeurs puritaines, elle finira comme l’empire romain. Il compare même les débuts de la colonie de la baie du Massachusetts au XVIIe siècle à l’apogée de l’Empire romain.

### Vie familiale
À la mort de son père en 1748, Samuel Adams hérite de la brasserie familiale et d’une partie des propriétés foncières, qu’il partage avec sa sœur et son frère cadet Joseph. Il est libéré par le testament de sa dette de 1 000 livres.
Le 17 octobre 1749, il épouse Elizabeth Checkley ; en septembre 1750, le couple a son premier enfant, baptisé Samuel, mais celui-ci meurt quelques jours après sa naissance. Ils ont par la suite d’autres enfants, parmi lesquels survécurent Samuel (né le 16 octobre 1751) et une fille, prénommée Hannah. Elizabeth Adams meurt le 25 juillet 1757 à l’âge de 32 ans. À cette époque, Samuel Adams a dilapidé le patrimoine familial et est couvert de dettes. Il vit dans l’indigence et travaille comme percepteur (1756-1764) ; il se sert de cette fonction pour faire valoir ses idées politiques sur les taxes imposées par Londres. En 1761, il fait la rencontre d’Elizabeth Wells, une jeune femme de 18 ans sa cadette, qu’il épouse le 6 décembre 1764.

## Période pré-révolutionnaire (1763-1774)

### Engagement contre les taxes britanniques
Dans les années 1760, Samuel Adams se distingue déjà par son activité dans les town meetings et au Caucus Club de Boston. Il s’illustre dans l’opposition aux taxes imposées par Londres dans les treize colonies. En effet, l’Angleterre, s’étant endettée pour gagner la guerre de Sept Ans, compte faire payer les colons américains.
Le 5 avril 1764, le Sugar Act est voté par le parlement anglais : il étend les taxes à des produits comme le sucre, certains vins, le café, les textiles, etc. La réglementation sur les exportations de bois et de fer est également renforcée. Il s’agit pour le gouvernement britannique de contrôler le commerce dans les colonies et d'accroître les revenus de la Couronne britannique. Cette loi a aussi pour but de favoriser l'importation de mélasse provenant des colonies britanniques, en vertu du monopole économique et du mercantilisme alors en vigueur. Cette décision amène le mécontentement d'Adams, qui entre en contact avec deux délégués de l’assemblée du Massachusetts, James Otis et Oxenbridge Thacher.
Adams essaye alors de les convaincre que le Sugar Act constitue une violation des droits des colonies, qui n'ont pas été consultées. Il pense aussi que le manque de réaction en Amérique conduirait l’Angleterre à imposer de nouvelles taxes et un contrôle plus étroit des colonies. Il cherche ensuite à gagner d’autres soutiens dans les town meetings et rédige un texte de protestation présenté à l’assemblée du Massachusetts. Ce document est le premier à mettre en cause l’autorité du parlement anglais sur la question des taxes. Il y appelle pour la première fois à l’unité des colons américains contre leur métropole. Le document est publié dans la presse et repris dans de nombreux pamphlets. James Otis remet le document à l’assemblée du Massachusetts, où il est approuvé le 14 juin 1764.
L’assemblée propose de réunir les délégués des treize colonies en Congrès, mais elle en est empêchée par le gouverneur royal, Francis Bernard, qui prononce sa suspension. Cependant le texte de Samuel Adams est largement diffusé en dehors du Massachusetts et contribue à la rébellion contre le Sugar Act. À Boston, Samuel Adams réussit à convaincre les marchands de boycotter les produits anglais. Le Sugar Act est finalement abrogé, mais la politique de taxation n'est pas abandonnée. En effet, en 1765, le Stamp Act impose un droit de timbre sur tous les documents officiels et imprimés (permis, contrats, journaux, testaments, etc.). Samuel Adams appelle alors à nouveau les colons à défendre leurs droits et libertés. Avec d’autres représentants, il lance l’idée d’un Stamp Act Congress, une réunion des délégués des Treize colonies, afin de discuter de la nouvelle taxe.
L’assemblée du Massachusetts approuve cette décision. Neuf colonies sur treize envoient des représentants au Stamp Act Congress, qui se tient en octobre 1765 à New York. Les 27 délégués des colonies adoptent une « Déclaration des Droits et des Griefs » (Declaration of Rights and Grievances) et envoient des lettres ainsi que des pétitions en Angleterre. En réalité, le boycott des produits anglais a plus d’efficacité que les pétitions et la loi est finalement abrogée le 18 mars 1766, sous la pression des marchands britanniques. Mais la question de la représentation politique des Américains n’est pas réglée.
Après la mort d’Oxenbridge, Samuel Adams se présente à l’assemblée pour le remplacer, et est élu à l’issue du second tour par 265 voix contre 18. Il acquiert ainsi une position de leader politique. Il reste fermement opposé à l’autorité du parlement anglais, et ses décisions sont entérinées par les représentants de la colonie sous le nom de « Massachusetts Resolves » (Résolutions du Massachusetts). Ses adversaires, comme le loyaliste Thomas Hutchinson, commencent à dénoncer l’emprise de Samuel Adams sur l’assemblée coloniale. Adams est réélu en mars 1766, avec James Otis et Thomas Cushing.
En 1768, Samuel Adams rédige un projet de déclaration dans lequel il évoque les questions du pouvoir colonial, des libertés, des droits et de l’autodétermination. L’assemblée examine ce texte et l’amende pour finalement l’approuver le 12 janvier 1768 ; ce texte est envoyé au roi d’Angleterre. Le 4 février 1768, l'assemblée vote en faveur d’une circulaire sur la politique coloniale, également rédigée par Samuel Adams. Ce document est adressé aux autres colonies et reçoit un accueil favorable ; il est publié par Thomas Hollis à Londres, avec une pétition du Massachusetts, sous le titre The True Sentiments of America. Cette œuvre a un grand retentissement en Angleterre comme en Amérique et est considérée par la Couronne comme un acte de défiance : en mai 1768, des troupes britanniques sont envoyées à Boston.

### Le «Massacre» de Boston

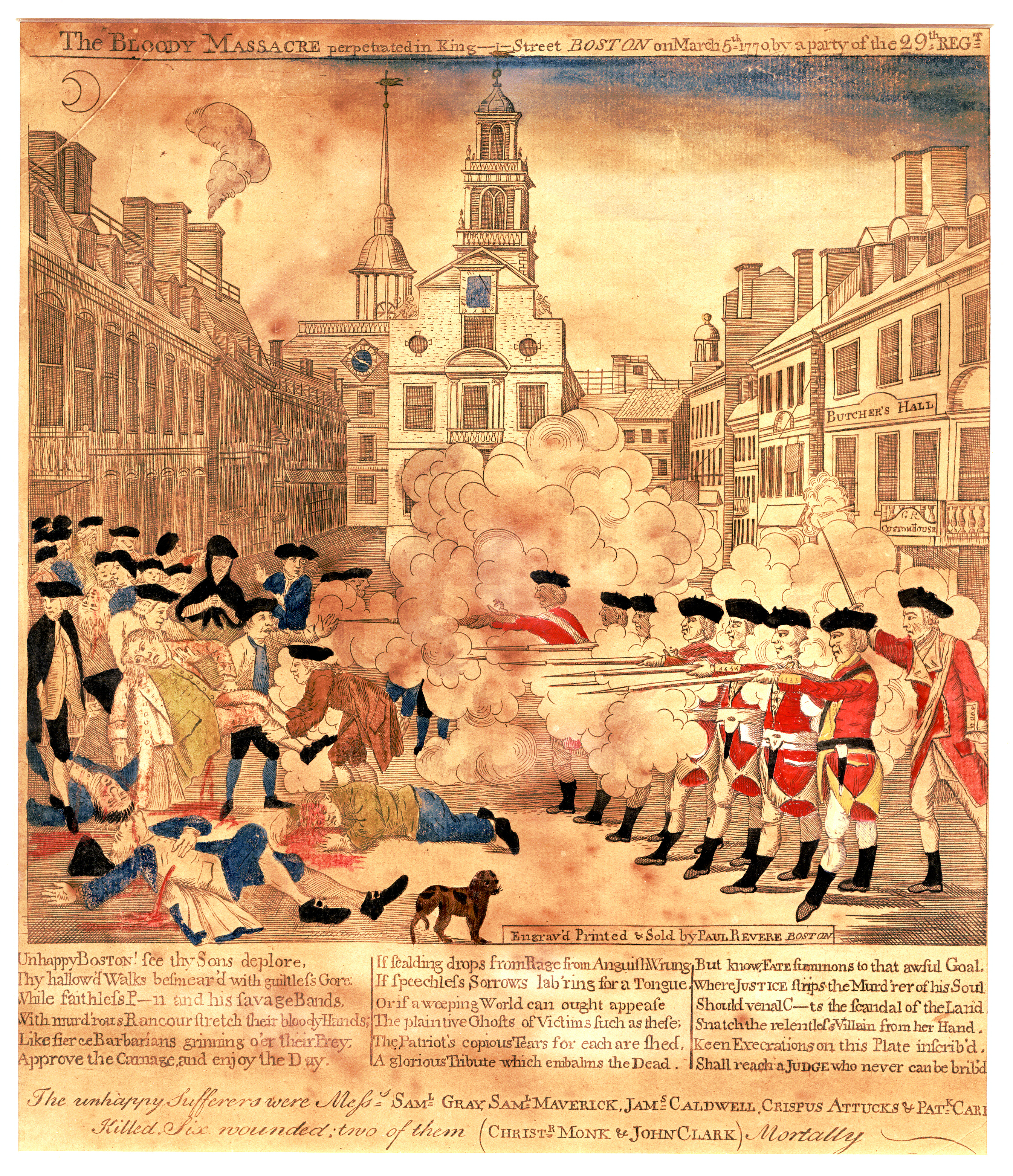
Le massacre de Boston en 1770.

La présence des troupes britanniques, les protestations et la formation par Samuel Adams de l'« Association de Non-Importation », précipitent le « massacre de Boston », une formule inventée par Samuel Adams. 
Après l'incident, Adams préside une réunion qui dépose une pétition auprès du gouverneur par intérim, Thomas Hutchinson, demandant le retrait de deux régiments britanniques de la ville de Boston. Hutchinson déclare d'abord qu'il ne peut prendre une telle décision, arguant de son statut de gouverneur temporaire, mais indique qu'il veut bien déplacer un régiment.
Une réunion est à nouveau convoquée, et Adams parvient à décider une foule de plus de cinq mille personnes à rester ferme sur ses décisions : « Les deux régiments ou rien ! ». Craignant des manifestations de violence, Hutchinson retire les deux régiments et les envoie au Castle William, un vieux fort sur une île dans le port de Boston. Ces régiments sont par la suite surnommés les « Régiments de Sam Adams » par le Parlement britannique.
En 1772, après l'annonce par les Britanniques que les juges seraient rétribués par la Couronne et non plus par l'assemblée coloniale, la population de Boston réclame une session spéciale de cette assemblée pour débattre du problème, ce que refuse Thomas Hutchinson. C'est cet évènement qui pousse Samuel Adams à envisager un système de comités de correspondance chargé d'observer les activités britanniques, au sein desquels les villes du Massachusetts pourraient se tenir au courant des sujets politiques. Une telle structure, techniquement légale au regard de la loi britannique, conduit de facto à la formation d’assemblées indépendantes du pouvoir anglais. Ce système est ensuite adopté par chacune des Treize colonies.

### La Boston Tea Party
Samuel Adams joue un rôle déterminant dans l’un des événements les plus connus de la révolution américaine, la Boston Tea Party du 16 décembre 1773. En mai 1773, le parlement anglais vote le Tea Act, qui permet à la Compagnie anglaise des Indes orientales de vendre son thé aux colonies de l'Amérique du Nord sans acquitter de taxes.
En réaction, Adams fait circuler une lettre dans les treize colonies, montrant que cette nouvelle loi anéantirait le commerce américain, mais aussi augmenterait les revenus de l’État anglais. Grâce à l’action des comités de correspondance, la rébellion américaine est pour la première fois unie autour d’une même cause. Adams prononce plusieurs discours devant les Fils de la Liberté, une organisation secrète qui conteste la suprématie anglaise, parfois avec violence.
Le 16 décembre 1773, soixante Bostoniens s'introduisent à bord de trois navires anglais (le Dartmouth, l'Eleanor et le Beaver) costumés en Amérindiens. Ils ouvrent les caisses contenant le thé et le jettent par-dessus bord. En représailles, le parlement britannique vote les Actes intolérables qui révoquent la charte coloniale du Massachusetts et ferment le port de Boston.
Les colons décident alors de réunir un congrès continental. Le 17 juin 1774, l’assemblée du Massachusetts se réunit à Salem pour en discuter. Samuel Adams fait fermer les portes du bâtiment et propose d'envoyer une délégation pour le Congrès. Il est aussi l’auteur de la plupart des Suffolk Resolves (résolutions du Suffolk), en réponse aux Actes intolérables, qui sont adoptées en septembre 1774. Samuel Adams s'oppose aussi au compromis proposé par Joseph Galloway, qui prévoyait un simple boycott des importations britanniques par les associations continentales.

## Samuel Adams et la révolution américaine (1774-1803)

Remise du brouillon de la déclaration d'indépendance lors du Congrès Continental.
Peinture de John Trumbull.

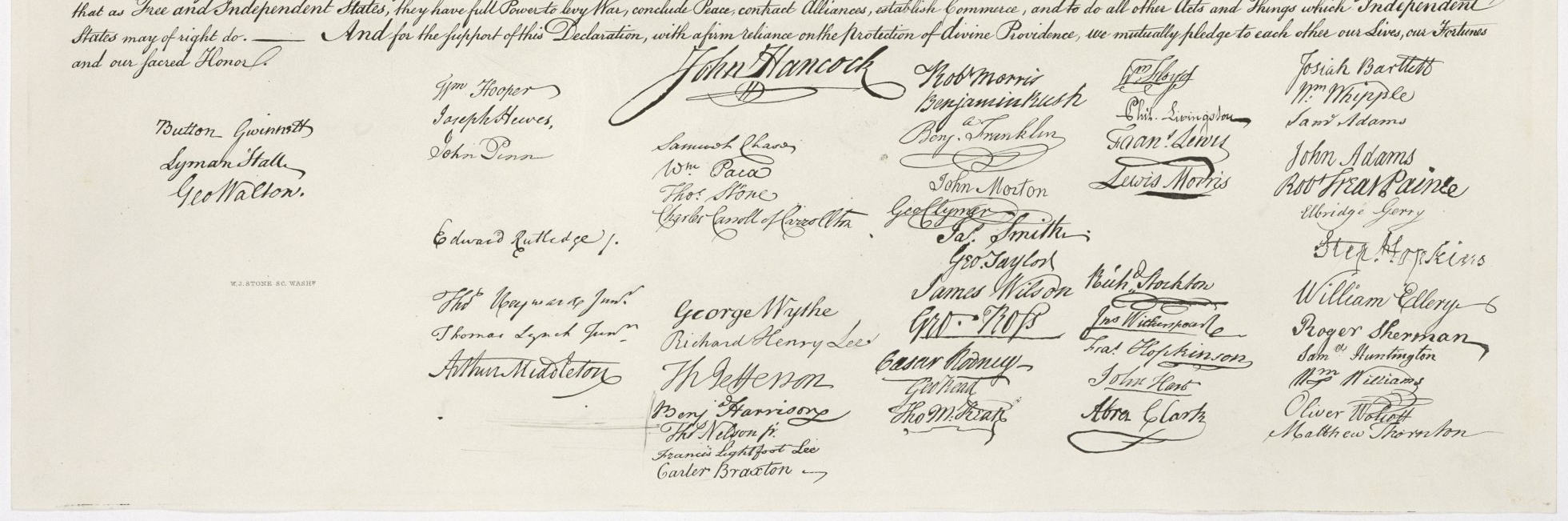
Signatures de la Déclaration d'indépendance : la signature de Samuel Adams figure à la 3e position de la dernière colonne

En septembre 1774, Samuel Adams est choisi pour représenter la colonie du Massachusetts au premier Congrès continental réuni à Philadelphie. Il est l’un des premiers à proposer l’indépendance américaine. Il siège également au second Congrès continental et sert au conseil de guerre, entre 1775 et 1781.
À Boston, le général britannique Thomas Gage devient commandant en chef des armées du Massachusetts en 1774 et remplace le gouverneur civil Thomas Hutchinson. À ce titre, il est chargé d’appliquer les Actes intolérables. Il reçoit l'ordre d'arrêter John Hancock et Samuel Adams, mais ces derniers s’enfuient à temps et se réfugient à Lexington. Les colons avaient quant à eux rassemblé pendant l'hiver des armes, des munitions et de la poudre à Concord. Dans la soirée du 18 avril 1775, Thomas Gage envoie sept cents hommes vers ces deux villes, situées à quelques kilomètres à l'ouest de Boston. Leur but était de détruire le stock de munitions, mais aussi de capturer Samuel Adams et John Hancock. Cependant, ces derniers sont informés à temps par Paul Revere et William Dawes que les troupes anglaises arrivent. Après la bataille de Lexington et Concord, le gouverneur Thomas Gage garantit une amnistie à ceux qui manifesteraient leur loyauté à l’égard de la Couronne ; mais John Hancock et Samuel Adams sont exclus de cette proposition.
Le 4 juillet 1776, Samuel Adams appose sa signature à la Déclaration d’indépendance. Il se révèle méfiant vis-à-vis du projet d’un gouvernement fort et soutient les Articles de la Confédération, le premier texte constitutionnel des États-Unis, qu’il signe en 1777. Il critiqua le général George Washington ainsi que les troupes de l’armée américaine. En 1781, il fut élu au Sénat de l’État du Massachusetts, dont il fut le président pendant une année jusqu’en 1788.
Au moment de l’élaboration de la Constitution des États-Unis, Samuel Adams était considéré comme un antifédéraliste, un groupe politique opposé à un gouvernement central fort, sans être pour autant aussi radical que certains autres personnages. Ainsi, il continue de soutenir les Articles de la Confédération jusqu’à la fin de sa carrière : ses contemporains l’ont surnommé « le dernier puritain. » Il s'oppose d’abord au projet de constitution fédérale élaboré à la convention de Philadelphie en 1787. Après plusieurs mois de débats, Adams décide finalement de donner son aval à la Constitution, avec la garantie qu’une déclaration des droits serait ajoutée au texte. Le Massachusetts la ratifie d’une courte majorité, puis se dote d’une constitution locale rédigée par une Convention dont Samuel Adams fait partie.
En 1786, Samuel Adams soutient la proposition du gouverneur James Bowdoin d’envoyer 4 000 miliciens afin de mater la révolte de fermiers endettés, menées par Daniel Shays. En tant que Président du Sénat du Massachusetts, il écrit même une déclaration contre la révolte de Shays.
Par la suite, la santé de Samuel Adams se détériore. En janvier 1788, il perd son fils, Samuel Adams Jr. Ce dernier avait étudié la médecine avec le docteur Joseph Warren, camarade patriote et ami d'Adams ainsi que de son cousin John Adams, futur Président des États-Unis). Samuel Adams Jr. était également chirurgien dans l'armée de Washington.
Adams perd les élections à la Chambre des Représentants du premier congrès contre le fédéraliste Fisher Ames[Quand ?]. Il est cependant nommé lieutenant-gouverneur du Massachusetts de 1789 à 1793 et seconde le gouverneur John Hancock.

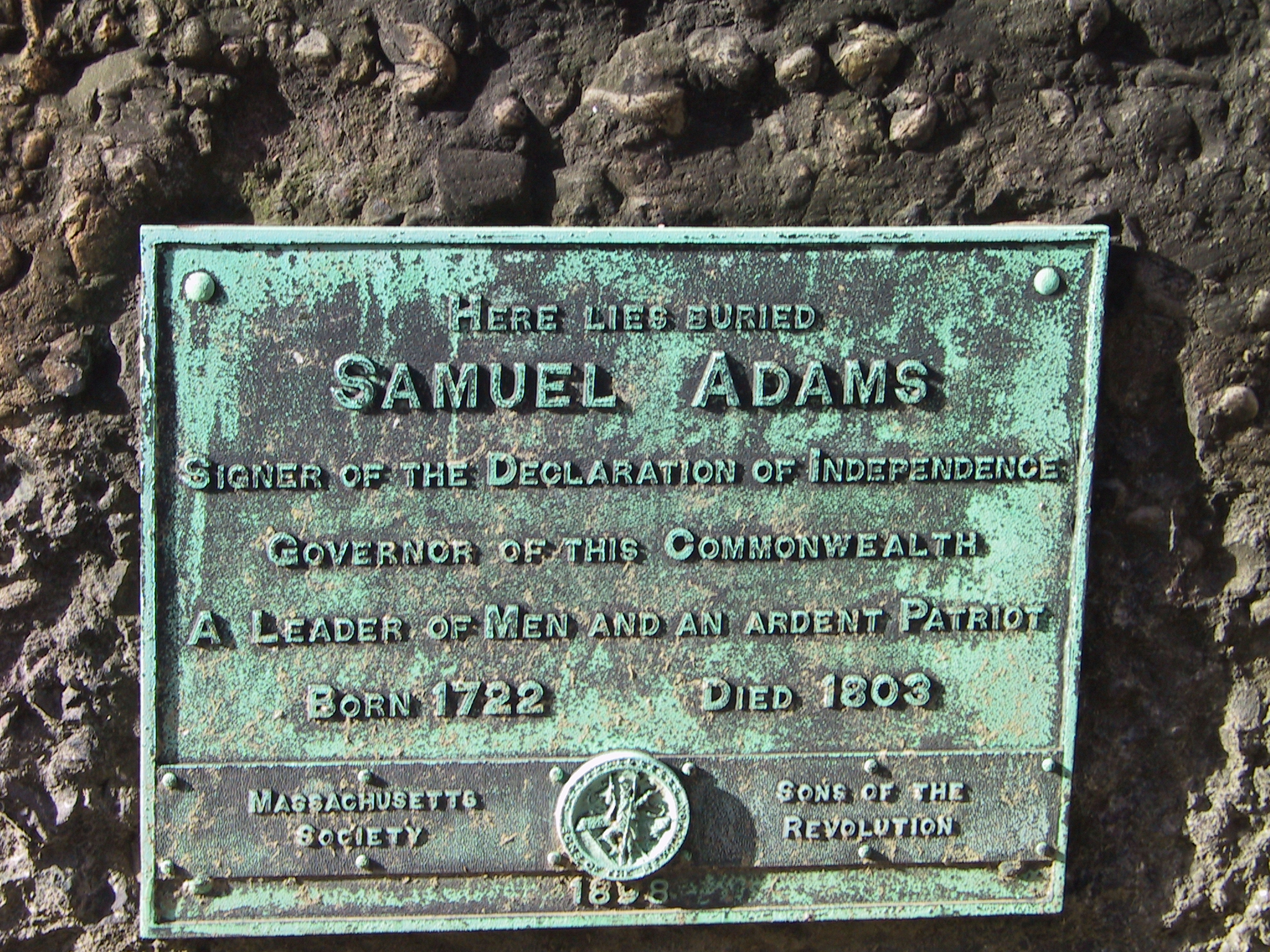
La plaque funéraire de Samuel Adams au Granary Burying Ground.

En 1790, toujours influencé par le puritanisme, il fait partie des opposants à l’ouverture de théâtres publics à Boston. Il assure l’intérim comme gouverneur du Massachusetts à la mort de John Hancock en 1793 et, l’année suivante, est élu à cette charge qu’il occupe jusqu’en juin 1797. Lors de son discours inaugural, il déclare vouloir laisser le pouvoir de décision à l’assemblée de l’État.
En 1795, il critique résolument le traité de Jay, approuvé par une majorité de sénateurs le 24 juin 1795. Ce document met fin à tous les contentieux nés de la révolution américaine. Les Britanniques acceptent d’évacuer les forts occidentaux et de dédommager les propriétaires de navires américains. En échange, ils reçoivent des Américains le statut commercial de la nation la plus favorisée. Samuel Adams avait soutenu la France dans cette affaire, et il gagna pour cette raison la sympathie de Républicains comme Thomas Jefferson et James Madison. La même année, Samuel Adams est réélu à une large majorité, malgré les attaques des Fédéralistes.
En 1796, Samuel Adams se présente à l’élection présidentielle américaine et arrive en cinquième position avec 15 suffrages. Il prend sa retraite politique en 1797 et commence à présenter les symptômes de l’infirmité motrice cérébrale ou de la maladie de Parkinson, si bien que sa fille Hannah devait signer pour lui. Le 2 octobre 1803, Samuel Adams meurt à l’âge de 81 ans. Il est enterré au Granary Burying Ground de Boston.

## Héritage
Samuel Adams reste une figure controversée de l’histoire américaine. L’historien Mark Puls, dans sa biographie intitulée Samuel Adams: Father of the American Revolution (2006), le décrit comme un leader politique et un précurseur de la révolution américaine. Thomas Jefferson le comparait à un « patriarche de la liberté » (Patriarch of Liberty) ; John Adams le qualifiait de « Père de la révolution américaine » (Father of the American Revolution).
Samuel Adams fut le premier à proclamer que le Parlement anglais ne disposait d'aucune autorité légitime sur les treize colonies. Il utilisa la presse pour diffuser ses idées révolutionnaires. L’historien George Bancroft, dans son History of the United States from the Discovery of the American Continent, écrit qu’il eut une influence considérable sur l’opinion publique pendant la révolte anti-anglaise. Pour John Fiske, Samuel Adams est le personnage le plus important pour la fondation des États-Unis, derrière George Washington.
Depuis, le rôle de Samuel Adams dans l’histoire du pays a été réévalué par les historiens : Ralph V. Harlow le décrit comme un zélote et un propagandiste de l’indépendance américaine. John C. Miller reprend cette vision dans sa biographie publiée en 1936. Russel Kirk démontre qu’il utilisa l’indépendance pour servir ses propres ambitions politiques et l’accuse de démagogie. Pauline Maier dans The Old Revolutionaries: Political Lives in the Age of Samuel Adams (1980) soutient que Samuel Adams ne fut ni un révolutionnaire, ni un meneur. Selon l'historienne, il ne fit que reprendre à son compte la tradition anglaise de révolution conservatrice, à l'image de la révolution de 1688-1689.
Enfin, le nom de Samuel Adams fut repris pour des usages commerciaux : une marque de bière américaine, la Sam Adams, produite par la Boston Beer Company reprend l'activité de brasseur qu'il exerçait dans sa jeunesse.
Plusieurs associations se réfèrent également à Samuel Adams : the Sam Adams Alliance et the Sam Adams Foundation rendent hommage à sa capacité d'organiser les citoyens au niveau local pour atteindre un but national.

## Voir aussi

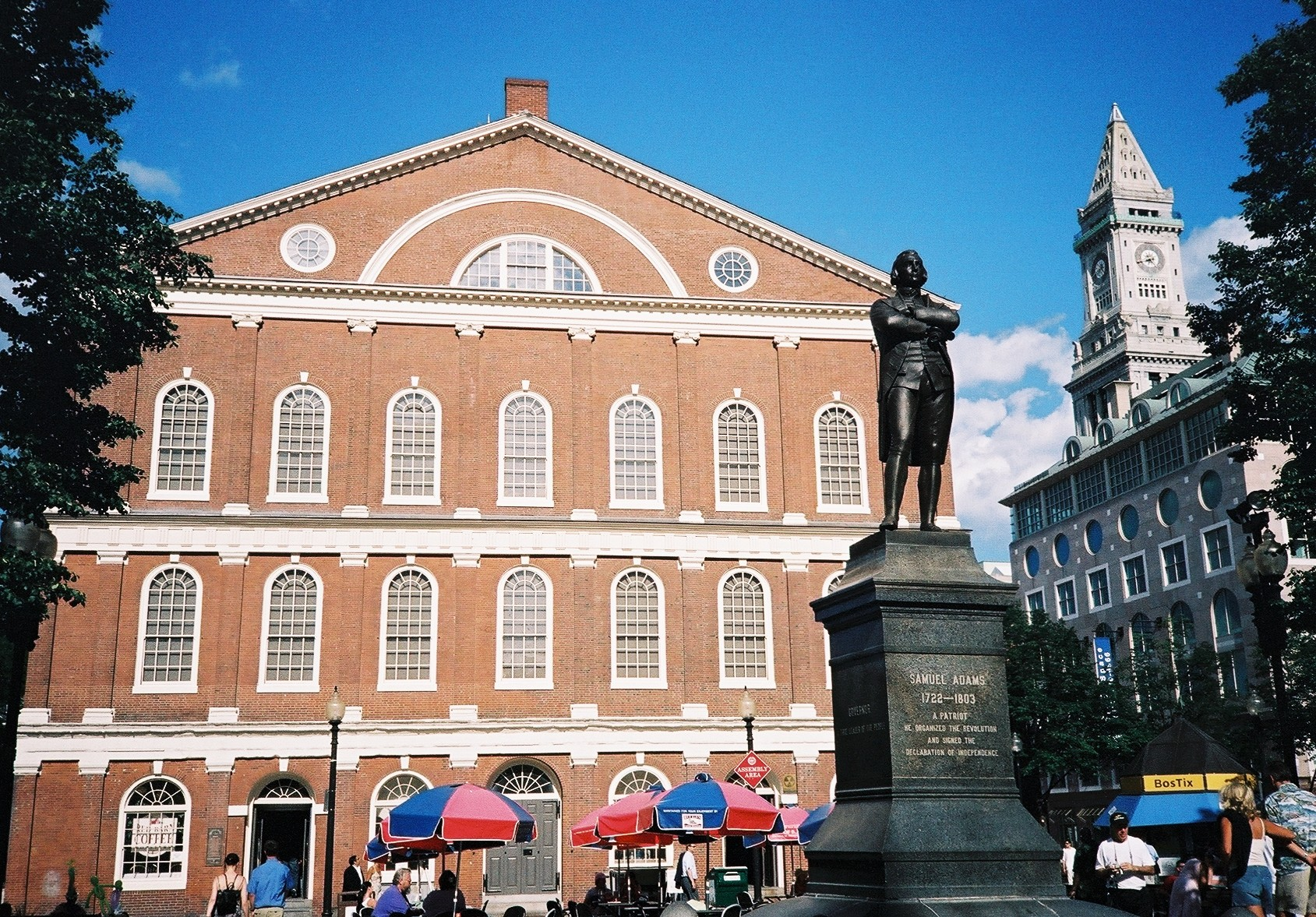
Le Faneuil Hall de Boston et la statue de Samuel Adams.

### Sources
- (en) Cet article est partiellement ou en totalité issu de l’article de Wikipédia en anglais intitulé « Samuel Adams » (voir la liste des auteurs).

Ouvrages ayant servi à la rédaction de l’article : 
- John K. Alexander, Samuel Adams: America's Revolutionary Politician, Lanham, Maryland, Rowman & Littlefield, 2002.  (ISBN 074252115X)
- Thomas Fleming, Samuel Adams: Father of the American Revolution, New York, HarperCollins, 2005.   (ISBN 0060829621)
- James K. Hosmer, Samuel Adams, Boston, Houghton Mifflin, 1885, édition en ligne
- John C. Miller, Sam Adams, Pioneer in Propaganda, Boston, Little, Brown and Company, 1936.
- Mark Puls, Samuel Adams: Father of the American Revolution, New York, Palgrave Macmillan, 2006.  (ISBN 1403975825)